# Australisk korp
Australisk korp (Corvus coronoides) är en fågel i familjen kråkfåglar inom ordningen tättingar.

## Utseende och läte
Kråkfåglar i Australien är mycket svåra att artbestämma. Alla är helsvarta med ljusa ögon, men skiljer sig något åt i läte, beteende, förekomst, längd på halsfjädrarna, näbblängd och storlek. Denna art har mycket långa halsfjädrar som ger den storskäggigt utseende. Lätet avslutas arttypiskt med ett mycket utdraget ylande.

## Utbredning och systematik
Australisk korp delas in i två underarter:
- Corvus coronoides coronoides – förekommer i östra Australien (Carpentariaviken till centrala Australien och södra Victoria)
- Corvus coronoides perplexus – förekommer i sydvästra Western Australia till långt i sydväst i South Australia

## Status och hot
Arten har ett stort utbredningsområde och tros öka i antal. Internationella naturvårdsunionen IUCN listar den därför som livskraftig (LC).